# 준규칙 변광성
준규칙 변광성(準規則變光星, Semiregular variable star) 또는 반규칙 변광성(半規則變光星)은 거성의 중간단계이고 분광형의 후반부에 분포하는 어느 정도의 주기를 가지고 밝기가 변하는 별을 일컫는다. 20 ~ 2,000일 이상의 주기를 갖는데, 각각의 주기마다 광도곡선이 조금씩 다르며, 변한다. 
반규칙 변광성은 몇 개의 종류로 세분화된다.
- SRA: 스펙트럼형은 M, C, S 혹은 Me, Ce, Se인 거성이며, 끊임없는 주기와 V필터 내에서 2.5등급 이하의 작은 광도 폭을 보인다. 예로는 물병자리 Z가 있다. 보통 광도곡선의 모양과 진폭은 변하며 35 ~ 1,200일의 주기로 밝기가 변한다. SRA형의 별과 미라 변광성은 단지 더 작은 광도 폭을 보이는 것에서 다르다.

- SRB: 스펙트럼형은 M, C, S 혹은 Me, Ce, Se인 거성이며, 20 ~ 2,300일의 주기를 갖거나 주기적으로 간격이 교차하며 느리고 불규칙한 주기로 밝기가 변한다. 몇몇 SRB형 별은 가끔 변광이 중단되기도 한다. 예로는 북쪽왕관자리 RR과 백조자리 AF가 있다. SRB형의 모든 별은 특정한 주기를 부여받는다. 몇몇 경우로, 밝기의 변화가 동시에 둘 혹은 그 이상의 주기가 존재함이 관측으로 발견됐다.

- SRC: 스펙트럼형은 M, C, S 혹은 Me, Ce, Se인 초거성이며, 30 ~ 수 천일의 주기로 대략 1등급정도로 밝기가 변한다. 예로는 세페우스 μ가 있다.

- SRD: 스펙트럼형이 F, G 혹은 K형인 거성과 초거성이며, 가끔 스펙트럼의 방출선이 나타나기도 한다. 0.1 ~ 4등급 사이로 밝기의 폭이 변하며, 30 ~ 1,100일을 주기로 밝기가 변한다. 예로는 헤라클레스자리 SX와 큰곰자리 SV가 있다.